# Athos (pes)
Athos (plné jméno Athos 68/10) (* 2009) je německý ovčák a vojenský pes armády České republiky.
Byl vycvičen na vyhledávání výbušnin a v Afghánistánu se podílel se svým psovodem rotným Rostislavem Bartončíkem na zajištění bezpečnosti vojáků i místních obyvatel před výbušninami bojovníků Tálibánu. V září 2012 při útoku Tálibánu na spojeneckou základnu v provincii Lógar byl těžce zraněn při výbuchu rakety. Athos měl silné krvácení v oblasti zad, v boku díru o velikosti chlapské pěsti, porušenou močovou trubici a v těle úlomky střepin. V rámci první pomoci, kterou mu poskytli američtí lékaři dostal první transfúze krve od nezraněného belgického ovčáka Joa. Pak byl Athos dopraven zdravotnickým vrtulníkem na americkou základnu do Baghramu. Zde dostal tzv. deku hrdinů , jako symbol amerického válečného hrdiny.
Později byl transportován do veterinární nemocnice americké základny v německém Ramsteinu. Rekonvalescence probíhala v Ústředním veterinárním ústavu AČR v Hlučíně. Dne 3. ledna 2014 se vrátil na Veterinární a výcvikovou základnu Grabštejn a zapojil se znovu do výcviku. Zde ho 7. ledna 2014 vyznamenal ministr obrany Vlastimil Picek. Athos obdržel kožený obojek s Pickovým podpisem a plaketu s velkou buvolí kostí. Od libereckého hejtmana Martina Půty dostal věnec klobásek.
V důsledku zranění mu v zádech chybí asi 15 centimetrů kosti a ve stehně mu zůstala také jedna střepina. Tu tam doktoři nechali, aby mu neporušili šlachy a vazy.
Dne 2. prosince 2015 uvedla televizní stanice Prima, že armáda ČR umístila Athose na internet mezi vysloužilé psy, které nabízí k prodeji. Po kritice zejména na sociálních sítích inzerát stáhla.